# Allondrelle-la-Malmaison
Allondrelle-la-Malmaison é uma comuna francesa na região administrativa do Grande Leste, no departamento de Meurthe-et-Moselle. Estende-se por uma área de 13.61 km², e possui 649 habitantes, segundo o censo de 2018, com uma densidade de 48 hab/km².